# Kovukpelit, Kocaali
Kovukpelit là một xã thuộc huyện Kocaali, tỉnh Sakarya, Thổ Nhĩ Kỳ. Dân số thời điểm năm 2008 là 350 người.